# Sjel de Bruyckere
Michel 'Sjel' de Bruyckere (Kaatsheuvel, 6 februari 1928 – Melbourne, 21 september 2011) was een Nederlands–Australisch betaald voetballer. De rechtermiddenvelder speelde 167 wedstrijden voor Willem II (1950–1958), waarin hij tachtig keer scoorde. Hij speelde zeven wedstrijden voor het Nederlands voetbalelftal, waarmee hij (anno 2011) nog steeds Willem II's recordinternational is.

## Loopbaan
De Bruykere begon met voetballen bij het Tilburgse RKSV Sarto, waarna hij in 1950 verkaste naar Willem II. Daarmee werd hij in de seizoenen 1951/52 en 1954/55 Nederlands kampioen. Die laatste titel was tijdens het eerste jaar dat er in Nederland betaald voetbal werd gespeeld.
De Bruyckere speelde in de jaren 1954–1956 zeven interlands. Vier dagen na zijn laatste optreden in het Nederlands elftal (in en tegen België, 0–1) emigreerde hij naar Australië, om er voor Ringwood City SC (Wilhelmina) te spelen, opgericht door Nederlander John van Hoboken. Hij kon namelijk bij buitenlandse clubs veel geld verdienen, maar Willem II liet hem niet gaan. Door te emigreren kon De Bruyckere wel weg, maar was zijn interlandcarrière voorbij. Met Ringwood werd hij kampioen van Victoria. Na zijn naturalisatie werd hij onder de naam Mike de Bruyckere speler van het Australisch voetbalelftal. Hij werd in de Australian Football Hall of Fame opgenomen met een Award of Distinction.
Vanwege heimwee naar 'vriendenclub' Willem II keerde hij terug naar Tilburg, na een brief met een verzoek hierom aan de club. Eenmaal terug bleek alles veranderd, waarna De Bruykere opnieuw - ditmaal voorgoed - naar Australië vertrok. Vanaf 2009 verbleef hij in het Prinses Margriethuis, een centrum voor Nederlandse ouderen in een buitenwijk van Melbourne.

## Carrièrestatistieken
| Seizoen | Club      | Land      | Competitie                   | Competitie | Competitie | Beker | Beker | Internationaal | Internationaal | Overig | Overig | Totaal | Totaal |
| Seizoen | Club      | Land      | Competitie                   | Wed.       | Dlp.       | Wed.  | Dlp.  | Wed.           | Dlp.           | Wed.   | Dlp.   | Wed.   | Dlp.   |
| ------- | --------- | --------- | ---------------------------- | ---------- | ---------- | ----- | ----- | -------------- | -------------- | ------ | ------ | ------ | ------ |
| 1954/55 | Willem II | Nederland | Eerste klasse C (Afgebroken) | 9          | 8          | –     | –     | –              | –              | 0      | 0      | 9      | 8      |
| 1954/55 | Willem II | Nederland | Eerste klasse B              | 24         | 21         | –     | –     | –              | –              | –      | 6      | –      | 27     |
| 1955/56 | Willem II | Nederland | Hoofdklasse B                | –          | 13         | –     | –     | –              | –              | 0      | 0      | –      | 13     |
| 1956/57 | Willem II | Nederland | Eredivisie                   | –          | –          | –     | 0     | –              | –              | 0      | 0      | –      | –      |
| 1957/58 | Willem II | Nederland | Eredivisie                   | –          | –          | –     | 0     | –              | –              | 0      | 0      | –      | –      |

## Verlate schaal
Van de achttien spelers uit het kampioensjaar '54/'55 waren op dinsdag 24 januari 2006 twaalf mannen nog in leven, onder wie De Bruyckere. Op die dag kregen zij van Henk Kesler en Jeu Sprengers namens de KNVB alsnog een kampioenschaal uitgereikt. In 1955 was het bij een oorkonde en een kleine beker ter herinnering gebleven.

## Zaal
- De Bruyckere is record-international van Willem II. In het Koning Willem II stadion werd er een zaal naar hem vernoemd, die symbool staat voor alle Willem II'ers die ooit in het Nederlands elftal speelden.

## Interlandcarrière
Op 24 oktober 1954 debuteerde De Bruyckere voor het Nederlands voetbalelftal in een vriendschappelijke wedstrijd tegen België.
| Interlands van Sjel de Bruyckere voor Nederland | Interlands van Sjel de Bruyckere voor Nederland | Interlands van Sjel de Bruyckere voor Nederland | Interlands van Sjel de Bruyckere voor Nederland | Interlands van Sjel de Bruyckere voor Nederland | Interlands van Sjel de Bruyckere voor Nederland |
| №                                               | Datum                                           | Wedstrijd                                       | Uitslag                                         | Soort wedstrijd                                 | Doelpunten                                      |
| Als speler bij Willem II                        | Als speler bij Willem II                        | Als speler bij Willem II                        | Als speler bij Willem II                        | Als speler bij Willem II                        | Als speler bij Willem II                        |
| ----------------------------------------------- | ----------------------------------------------- | ----------------------------------------------- | ----------------------------------------------- | ----------------------------------------------- | ----------------------------------------------- |
| 1.                                              | 24 oktober 1954                                 | België – Nederland                              | 4 – 3                                           | Vriendschappelijk                               | 0                                               |
| 2.                                              | 1 mei 1955                                      | Ierland – Nederland                             | 1 – 0                                           | Vriendschappelijk                               | 0                                               |
| 3.                                              | 19 mei 1955                                     | Nederland – Zwitserland                         | 4 – 1                                           | Vriendschappelijk                               | 1                                               |
| 4.                                              | 16 oktober 1955                                 | Nederland – België                              | 2 – 2                                           | Vriendschappelijk                               | 0                                               |
| 5.                                              | 6 november 1955                                 | Nederland – Noorwegen                           | 3 – 0                                           | Vriendschappelijk                               | 0                                               |
| 6.                                              | 16 november 1955                                | Saarland – Nederland                            | 1 – 2                                           | Vriendschappelijk                               | 0                                               |
| 7.                                              | 8 april 1956                                    | België – Nederland                              | 0 – 1                                           | Vriendschappelijk                               | 0                                               |

## Erelijst
Willem II
| Nationaal      |    |                  |
| Landskampioen  | 2x | 1951/52, 1954/55 |
| Eerste divisie | 1x | 1956/57          |